# Bad North
Bad North — казуальна інді-відеогра жанру стратегії в реальному часі з елементами Tower Defense, де потрібно боронити острови від хвиль варварів-загарбників. Відеогра була розроблена шведською компанією Plausible Concept та випущена у всьому світі Raw Fury. Офіційний перший випуск відбувся 20 серпня 2018. У світі Bad North поширена такими дистриб'юторами як Steam, Discord Store, GoG, Nintendo Game Store, PlayStation Store, Microsoft Store та Kartridge. Спочатку відеогра вийшла лише для Nintendo Switch, проте згодом і на інших платформах: PlayStation 4 та Xbox One (28 серпня), Microsoft Windows (Discord; 16 жовтня), MacOS та Microsoft Windows (Steam, GOG та Kartridge; 16 листопада).

## Ігровий процес
Відеогра розпочинається з вибору рівня складності, яких у грі є три: найлегший, помірний та найтяжчий. Також, для гравців-початківців, можливо увімкнути навчальний режим, який пояснюватиме основні механіки управління грою, керування камерою тощо. Щойно було обрано рівень складності, розпочинається основна частина ігрового процесу Bad North. На початку гравець має під своїм контролем два малих, неспеціалізованих загони бійців, очолювані двома воєначальниками - дещо сильнішими воїнами. Сам острів умовно поділений на ділянки, на яких гравець розташовуватиме війська. Коли до острова починає підпливати човен, заповнений ворожими силами, гравець має завчасно перемістити загони військ у такий спосіб, аби якомога ефективніше витримати напади усіх ворожих хвиль. Коли гравець обирає якусь із ватаг, час дещо сповільнюється, даючи гравцеві більше часу для роздумів. На острові також розташовані житлові будинки, які необхідно боронити, бо наприкінці рівня, кожна споруда, залежно від її розміру, нагороджуватиме гравця певною кількістю золотих монет, які надалі витрачатимуться на поліпшення навичок загонів.
Острови у Bad North процедурно згенеровані, тобто їхній рельєф заданий алгоритмом, написаним розробниками, а не створений наперед. З огляду на рельєфні особливості кожного острова, гравець має продумувати тактику оборони, наприклад: розташувати загін зі стрільцями на скелі, підйом до них прикрити ватагою воїнів із мечами, а з одного із флангів, для підмоги, розташувати загін зі списоносцями; розміщувати списоносців у вузьких просторах (між двома пагорбами, наприклад), аби не підпускати ворожі сили близько, допоки їх не розстріляють стрілецькі загони.
Типово, кожен загін гравця налічує вісім вояків-мечників (у разі вдосконалення можна досягти й більших розмірів) та одного ватажка, а також може отримати одну із трьох спеціалізацій, перетворившись або на стрілецький загін, або на списоносців або ж на важких мечників. Кожен зі спеціалізованих загонів має свої переваги та недоліки: стрільці можуть ефективно накривати стрілами ворожі сили з далеку, але при атаках в ближньому бої, швидше за все, отримають серйозні поранення; списоносці не підпускають близько до себе ворогів, заколюючи їх гострими й довгими списами, проте, не маючи ніяких захисних обладунків чи щитів, зазнають значних втрат при зустрічі з ворожими стрільцями; важка піхота оснащена щитами, відповідно, вони добре захищені від далекобійних атак, але за подальшого проходження основної кампанії, без достатнього вдосконалення, не матимуть змогу на рівних протистояти напливу ворожих сил.
Під час оборони острова, власні загони потерпатимуть від ворожих сил, проте гравець може відправити послаблену ватагу на лікування до однієї, із необхідних для захисту, будівель. Потім, по закінченню певного терміну, який залежить від того, наскільки постраждав загін, ватага з'являється вже у повному складі перед будинком, до якого була відправлена на лікування. Проте, це не єдиний спосіб, яким можна врятувати власний загін. Кожна ворожа хвиля висаджується на острів з човна, який залишається на карті до останку. Гравець може скерувати загін на човен, аби бійці спробували покинути острів і вціліли незалежно від результату рівня.
Кожен наступний острів атакують сильніші ворожі сили. Система розвитку ватаг відбувається завдяки коштам, золотим монетам — основній ігровій валюті. По закінченню рівня, гравцеві нараховується сума від усіх вцілілих споруд (1-3 монети за кожну), за які надалі купуються навички та поліпшення рівня досвідченості ватаг. Перед переходом на основну карту кампанії, пропонується розподілити монети між власними загонами. Потім, вже на карті кампанії, гравець, відкривши віконце розвитку, здійснює там усі необхідні йому поліпшення. На початку кожен загін має дві вільні комірки: для власної спеціалізації та для предмета ватажка.
На початку до островів припливатимуть звичайні відносно легкі загони: стрілецькі чи легкої піхоти. Проте згодом до островів почнуть припливати міцніші версії перших, наприклад: загони, оснащені великими арбалетами, під обстрілами яких, снаряди повністю пробиватимуть щити тяжких піхотинців; прудкі щитоносці — відбиватимуть своїми щитами стріли, та, здебільшого, можуть перебити увесь безкласовий загін.
Після успішного захисту острова та розподілення золотих монет між ватагами, гра переміщується на основну мапу кампанії, де все відбувається за покроковою системою: за один крок кожна ватага може здійснити лише одну вилазку на один з доступних островів. Усі острови пов'язані морськими сполученнями, якими подорожуватимуть війська гравця упродовж усією гри, переміщуючись від одного острова до іншого. Щойно гравець висадить війська на наступний острів, йому відкриються нові, подальші острови, але через кілька кроків повернутися до попередніх, навіть не пройдених, буде вже не можливо, що спонукає постійно рухатися вперед. Також під деякими островами можна помітити семикутну фігуру зі знаком питання всередині, вона сповіщає гравця про наявність якогось предмета на острові, що даватиме переваги одному із загонів. Бонуси від предмета можуть бути різними: від звичайного збільшення кількості вояків у одному загоні й до надання загонам різних навичок, таких як кидання вибухівки чи інших. Щодо навичок, то їх, як і класи, надалі можна вдосконалювати за певну суму золотих монет, наприклад, поліпшуючи навичку кидання вибухівки, згодом можна буде мати таких не одну на рівень, а дві чи три. Як однією з навичок є також і здатність до моментального відновлення усього складу ватаги з найближчої хатинки. Окрім речей, на островах також можуть бути нові, союзні ватаги, які після вдалої оборони приєднаються до війська гравця. Отже, гравець не прив'язаний до початкових двох ватаг, і може мати стільки, скільки захоче «підібрати» під час подорожі. Проте, на одному острові гравець не може розмістити понад чотири загони.
Відеогра не є нескінченною: кожна кампанія має останній острів, по завершенню якого гравця вітають із перемогою, а кампанія підбігає до завершення. Після того гравець може розпочати гру спочатку.

## Історія
Bad North стала першою відеогрою компанії Plausible Concept, яка була започаткована Оскаром Стальберґом і Річардом Мередітом у місті Мальме, Швеція. До заснування компанії, Оскар працював технічним художником в Ubisoft та розробником на рушії Unity в UsTwo, а Річард займався дизайном та технічними питаннями під час розробки відеоігор серії відеоігор LittleBigPlanet та Little Nightmares. Над звуковим супроводженням Bad North працював Мартін Квале, норвезький звуковий дизайнер, який до цього написав музику для таких ігор, як Hidden Folks, GoNNER, Among The Sleep, Teslagrad, Progress to 100, Sable та інших. Також, над додатковим звуковим супроводженням працював Бенні Браатен, який відповідав за створення звукових ефектів горнів та флейти. Відеогра розроблювалася на гральному рушії Unity.

### Анонсування та маркетинг
Анонсування розробки відеогри вперше відбулося ще в серпні 2017 року, а вже 2 вересня команда розробників представила гру на Gamescom 2017, що черговий раз проходив у місті Кельн, Німеччина. На заході відеогра отримала схвальні відгуки від оглядачів та була освітлена в оглядах від The Guardian, Red Bull Games, BigBossBattle та Gamereactor. 1 грудня того ж року, з офіційного вебсайту Plausible Concept, стало відомо, що головним світовим видавцем майбутньої гри стане шведське видавництво Raw Fury, яке на своєму рахунку вже мало серію Kingdom, Kathy Rain, GoNNER та інші інді-ігри.
20 березня 2018 року на офіційному youtube-каналі компанії Nintendo було випущено перший трейлер-анонс до Bad North, який окрім показу основ ігрового процесу також вказав на запланований вихід гри на Nintendo Switch. Відповідний перший трейлер випустила на своєму каналі й Raw Fury. Тим часом, Plausible Concept відвідала найбільший щорічний з'їзд професійних розробників відеоігор, Game Developers Conference 2018, де також представили власну розробку. Оглядачам прийшла Bad North до вподоби, через що, деякі видання продовжували публікувати схвальні відгуки до ще не випущеної на той час гри. Зокрема, Game Informer додалу гру до списку найкращих, представлених на з'їзді, Rock Paper Shotgun приділило для гри статтю, порівнюючи її з такими іграми, як Invisible, Inc., Chess та Into the Breach. Також, відеогру було додано до списку запланованих до виходу відеоігор, які заслуговують уваги, складеним IGN, й до подібного списку, але вже від GameSpot. З поміж іншого компанія також відвідала такі заходи, як: EGX Rezzed 2018 (Лондон), де дала розширене інтерв'ю, пов'язане з грою, Gamescom 2018 (Кельн), де всі охочі мали змоги зіграти у бета-версію Bad North.
9 серпня 2018 року розробники заявили, що перший випуск відеогри на персональних комп'ютерах відбудеться на новоствореній платформі Discord Store, а вже пізніше того ж року відбудеться й випуск у Steam та GOG.

### Випуск
20 серпня 2018 року розробники випустили відеогру на Nintendo Switch, разом із трейлером, присвяченому даній подій на офіційному youtube-каналі Nintendo. Того ж дня, розробники повідомили про майбутні випуски для різних платформ, серед яких також зазначили й вихід відеогри на мобільних пристроях. 24 серпня вийшов перший патч, який правив деякі технічні та графічні недоліки. Вже через чотири дні, 28 серпня, Bad North була випущена й на Xbox One та PlayStation 4. До виходу було також випущено присвячений події трейлер, який майже не відрізнявся від випущеного для Nintendo. Розробкою консольної версії займалася команда із шести співробітників британської компанії Coatsink: Роба Джонсона, Престонона Філліпса, Марті Ґріна, Едді Бірдсмора, Тома Бірдсмора та Пола Крабба.16 жовтня відеогра вийшла на новоствореній платформі Discord Store, ставши доступною для гри на Microsoft Windows. 16 листопада, разом із новим патчем 1.05, Bad North вийшла в Steam (Standart Edition та Deluxe Edition), GOG та Kartridge, відповідно давши можливість грати в гру й на MacOS, оскільки Discord Store, станом на той момент, працював лише на Microsoft Windows. Deluxe Edition, раніше доступний лише в Steam, 16 січня 2019 став доступним і в GOG.

#### Android та iOS
За заявами розробників 2018 року, портування відеогри на Android та iOS має завершитися 2019 року. До того ж, для пришвидшення процесу, студія також залучила компанію Amber Studio, яка має необхідний для цього досвід.

#### Фізичне видання
10 червня 2019 року розробники оголосили про майбутні плани щодо випуску відеогри на фізичних носіях для консолі Nintendo Switch. Як стало відомо, за видавництво фізичної версії відповідатиме компанія Limited Run Games, а приблизна дата виходу намічена на третій квартал 2019 року. 

## Звуковий супровід
16 листопада 2018 року відеогра була випущена у Steam, де продавалася у двох наборах: Standart Edition та Deluxe Edition. У розширеному виданні (Deluxe Edition) містилися деякі графічні доповнення (додаткові портрети воєначальників), звукове супроводження та шпалери для робочого столу. Згодом, розширене видання стало також доступне для придбання й на платформі GOG. Композиції були написані норвезьким звуковим дизайнером Мартіном Квале. 
Комплект звукових доріжок містить наступні треки:
| Bad North OST | Bad North OST       | Bad North OST |
| #             | Назва               | Тривалість    |
| ------------- | ------------------- | ------------- |
| 1.            | «Morning Mist»      | 01:00         |
| 2.            | «Waves of Ships»    | 03:06         |
| 3.            | «Lineage»           | 01:28         |
| 4.            | «Maps»              | 02:46         |
| 5.            | «Nightfall»         | 01:09         |
| 6.            | «Won»               | 01:03         |
| 7.            | «Quiet Meadows»     | 02:29         |
| 8.            | «Tensions»          | 01:32         |
| 9.            | «Island Morning»    | 01:13         |
| 10.           | «Campaigns»         | 00:54         |
| 11.           | «Lineage Revisited» | 02:04         |

## Сприйняття
В цілому, відеогра отримала як схвальні, так і змішані відгуки від оглядачів різноманітних ресурсів та пересічних гравців. На таких вебсайтах-агрегаторах як Metacritic, GameRankings та OpenCritic, Windows-версія відеогри здобула в середньому від критиків 74 бали зі 100, 74% зі 100 та 71 бал зі 100 відповідно. Зокрема, пересічними людьми, на сервісі Metacritic, Bad North була оцінена в 6,4 бала з 10 можливих, а рейтинг критики рекомендують на OpenCritic в 43% зі 100. Оглядачі від різних видань наголошували на приємній оку графіці та складності проходження як головних перевагах відеогри, її невимушеності та мінімалізмі, легкому керуванні. Серед головних недоліків гри вважається її неглибокість та невиразність ігрового процесу перед можливостями, які має відеогра, її потенціалом.
«Якщо ви готові до частих та неприємних невдач, то для вас Bad North буде хорошою невеличкою стратегією, яка ідеально підійде для гри короткими спалахами чи в проміжку між чимось» — як підсумок свого огляду підвів Сем Грір для PC Gamer, в якому він також зазначав, що граючи в Bad North «не обманюйте себе милими звуковими ефектами або чарівними спрайтами: Bad North — не ваша нова хороша подруга. Вона тут, аби вкрасти ваш час, побити вас і, можливо, змусити вас вщент спалити власний будинок.», маючи на увазі тяжкість проходження гри, бо «... усвідомлюєш, що досягнутий прогрес перекреслило лише одне неправильне рішення, і тебе переносить повністю назад, аж на початок кампанії.». Серед труднощів, зустрітих, граючи в Bad North, Сем відзначив проблеми запуску відеогри через Discord у перші дні виходу та кілька вилетів з гри під час десятків годин гри, проте, як він зазначив: «Нічого важливого, але все ж трохи розчаровує». За думкою оглядача, а так і PC Gamer, відеогра заслуговує на 78 балів зі 100 можливих.
Тяжкість проходження, саме як перевагу гри, відзначав також і Люк Планкетт з Kotaku: «Хаос — саме те, в чому Bad North є абсолютно неперевершеною. Вона ... змушує вас оцінювати ситуацію, що відбувається, вирішувати, які загони відправити, кого зберегти, щоб відправити на ще один острів ...». Також інколи відзначається і цікавість ігрового процесу, попри те, що це стало чи не найбільшим недоліком гри за думкою більшості видань та гравців, зокрема Кендалом Еріксоном зі StrategyGamer (), на думку якого, єдиним недоліком гри є «те, що перші кілька островів проходяться дуже повільно». Проте «якби гра мала необов'язкову кнопку швидкого перемотування вперед, щоб збільшити темп надходження загарбників, це поліпшило б ігровий процес, що зробило б гру ще цікавішою» — висловився він під кінець свого огляду.
Рус Фруштік, з Polygon, відзначив, що за мінімалістичним дизайном ховається неглибокість Bad North — «структура гри не дає змоги розраховувати на якесь різноманіття того, як відбуваються битви. А унікальні предмети хоч трохи й пожвавлять ігровий процес, але за великим рахунком ви можете почати відчувати, що вже за кілька годин все починає повторюватися.». З подібними зауваженнями виступає й Джейсон Колс, автор огляду на TheSixHaxis: «Bad North має величезний потенціал, але витрачає його на ще більше спрощення ігрового процесу, ніж на поліпшення глибини гри». Також, він додав, що «...факт того, що все це [приємна графіка, гарні спецефекти та інше] компенсується значно менш винятковим ігровим процесом, є ні як інакше як трагедією». Схожі думки у своїх оглядах, зокрема й дорікання на інколи за немалу спрощеність ігрового процесу, також поділяли Кевін Мерсеро з Destructoid (5,5 бала з 10 можливих) та Тобіас Велтін з GameStar ().
Також відеогра критикувалася за недостатню реіграбельність турецьким оглядачем із вебсайту Merlin'in Kazanı, яку автор вважає найбільшою проблемою гри, оскільки «як тільки ви досягнете чогось в грі й загинете, ви навряд чи знайдете причину зіграти знов, із самого початку.». Попри зауваження, відеогра була схвально прийнята, та отримала 78 балів зі 100 можливих. Не зважаючи на думку турецького вебсайту, загалом, ніхто не мав зауважень стосовно реграбельності, навпроти, кілька видань додало її швидше до переваг гри, ніж до недоліків. Наприклад, Кендал Еріксон, у своєму підсумку зазначив, що проходження Bad North по хорошому складне, цікаве та дуже відтворюване.

### Нагороди
- Номінація на «Найкращу стратегічну/симуляційну відеогру 2019-го» (англ. Strategy/Simulation Game of the Year), 2019 Annual D.I.C.E. Awards[31].